# Dircaea quadriguttata
Dircaea quadriguttata là một loài bọ cánh cứng trong họ Melandryidae. Loài này được Paykull miêu tả khoa học năm 1798.